# Kamenný Mlýn
Kamenný Mlýn (německy Steinmühl či Steinmühle) je zaniklá osada a zrušené katastrální území, jež se rozkládala v Brně na levém břehu Svratky při západním okraji Wilsonova lesa v prostoru dnešní Žabovřeské ulice. Někdejší katastrální území této bývalé obce je rozděleno mezi brněnské městské části Brno-střed a Brno-Žabovřesky.

## Historický přehled
Kamenný Mlýn vznikl v 19. století jako malá, téměř výlučně německá osada, na severozápadě dnešních Pisárek na tehdejším katastru Žabovřesk, v blízkosti stejnojmenného vodního mlýna, doloženého roku 1366, kdy byl již pustý, avšak roku 1379 byl obnoven. Roku 1834 měla osada 9 domů, volně seskupených kolem úzké cesty z Žabovřesk do Pisárek a Starého Brna. Protože měla osada výčepní právo, vznikla zde i hospoda. Roku 1860 zde byla založena textilní továrna A. Schwaba a synů, roku 1911 je uváděna i výroba alkoholických nápojů. Do konce 19. století vznikla v osadě podél cesty souvislá zahuštěná drobná zástavba přibližně 30 domů.
Národnost obyvatel se roku 1898 stala hlavním důvodem pro vyčlenění osady z českých Žabovřesk a vzniku samostatné obce, která získala i vlastní katastr, k němuž patřily pozemky v moderních katastrálních územích Pisárky a Žabovřesky. 16. dubna 1919 byla obec připojena k Brnu, roku 1927 bylo téměř celé katastrální území připojeno zpět k Žabovřeskám, nepatrná nezastavěná část území na jihu, zasahující do dnešní parcely 882/1, byla připojena ke Starému Brnu a Vídeňce. Kamenný Mlýn však až do roku 1930 tvořil samostatnou místní část, která byla poté sloučena se Žabovřeskami i v tomto směru.
Již od 1. října 1949 byl někdejší katastr Kamenného Mlýna trvale rozdělen vždy mezi dva městské obvody linií, která zde od 24. listopadu 1990 tvoří hranici městských částí Brno-Žabovřesky a Brno-střed. V letech 1949–1954 patřila severní část k městskému obvodu Brno VI, zatímco jižní k městskému obvodu Brno V. V letech 1954–1957 patřila severní část k městskému obvodu Brno VII, zatímco jižní k městskému obvodu Brno I. V letech 1957–1990 náležela jižní část k městskému obvodu Brno I, zatímco severní část k městskému obvodu Brno II. Koncem 60. let 20. století se tato linie stala též novou hranicí mezi Žabovřeskami a nově vzniklým katastrálním územím Pisárky, jejíž součástí se stala jižní polovina někdejšího katastru Kamenného Mlýna, zahrnující jeho původní zástavbu .
V 70. letech 20. století pak byla celá zástavba Kamenného Mlýna zlikvidována při výstavbě nové levobřežní silniční komunikace z Pisárek do Komína a Bystrce. Zachována zůstala jen kaple svatého Antonína Paduánského nad silnicí a tramvajovou tratí.

## Galerie

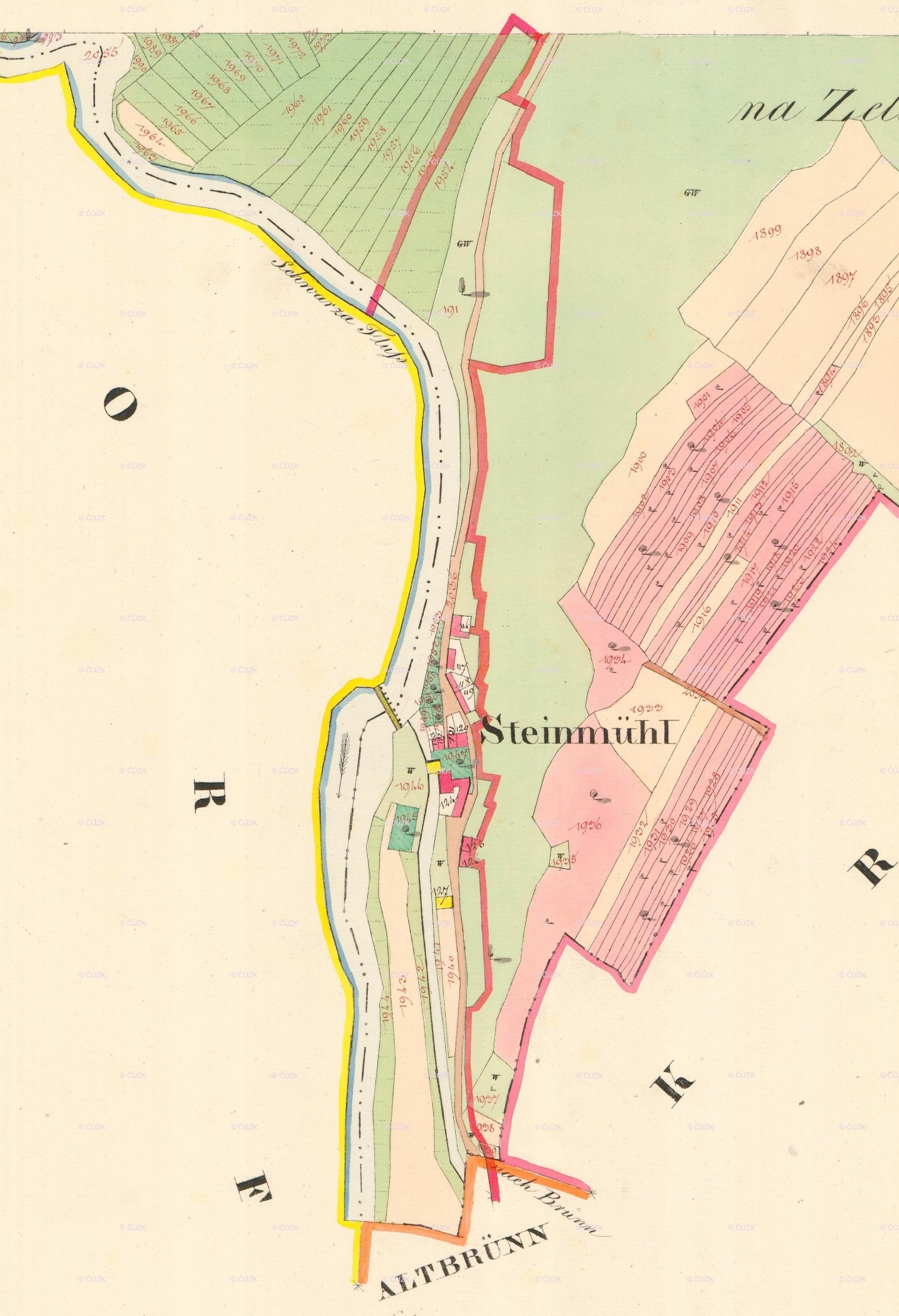
Císařský otisk stabilního katastru Kamenného Mlýna z roku 1826
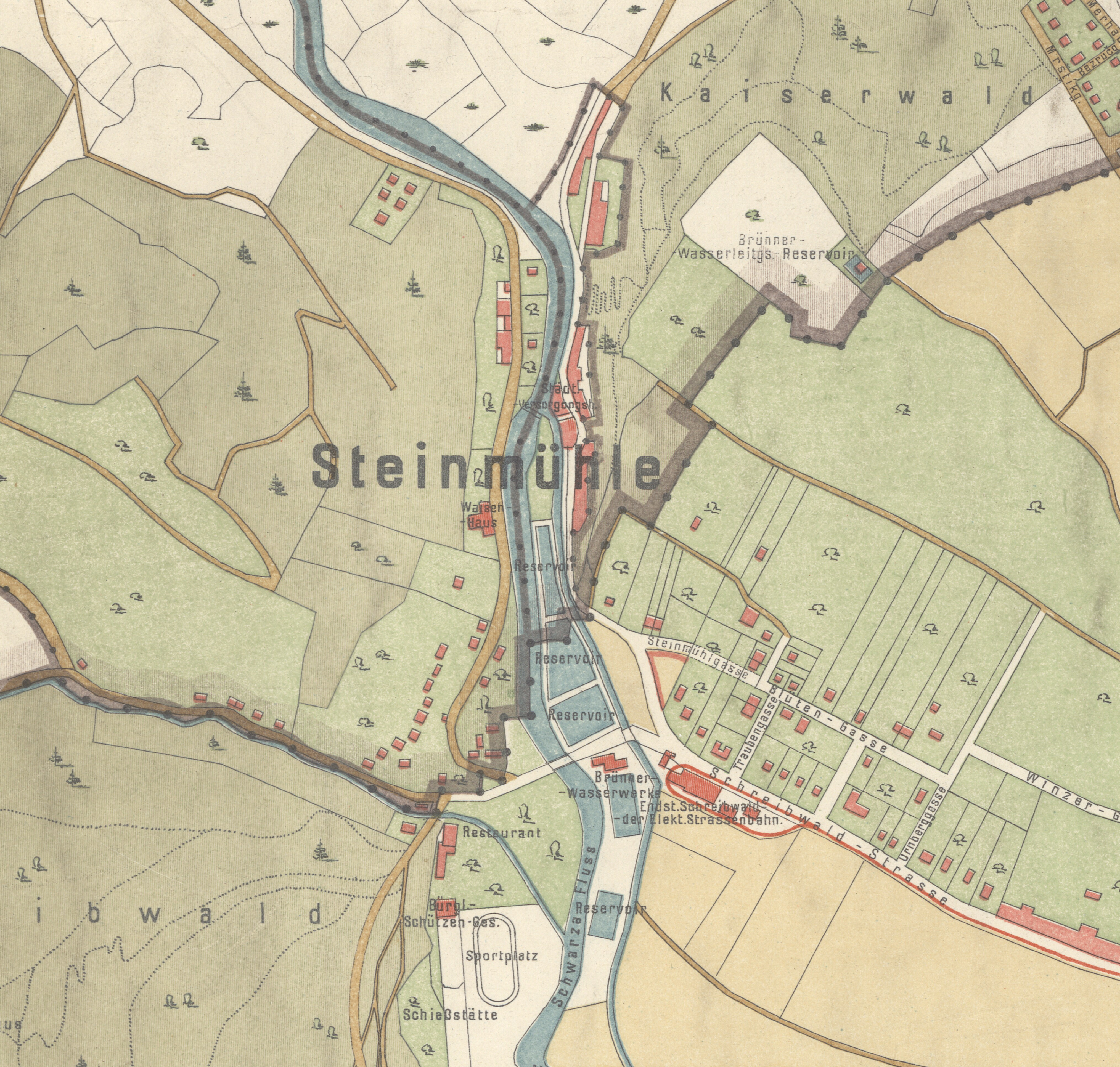
Osada Kamenný Mlýn na plánu Brna z roku 1914